# Giuseppe Verdi (film din 1953)

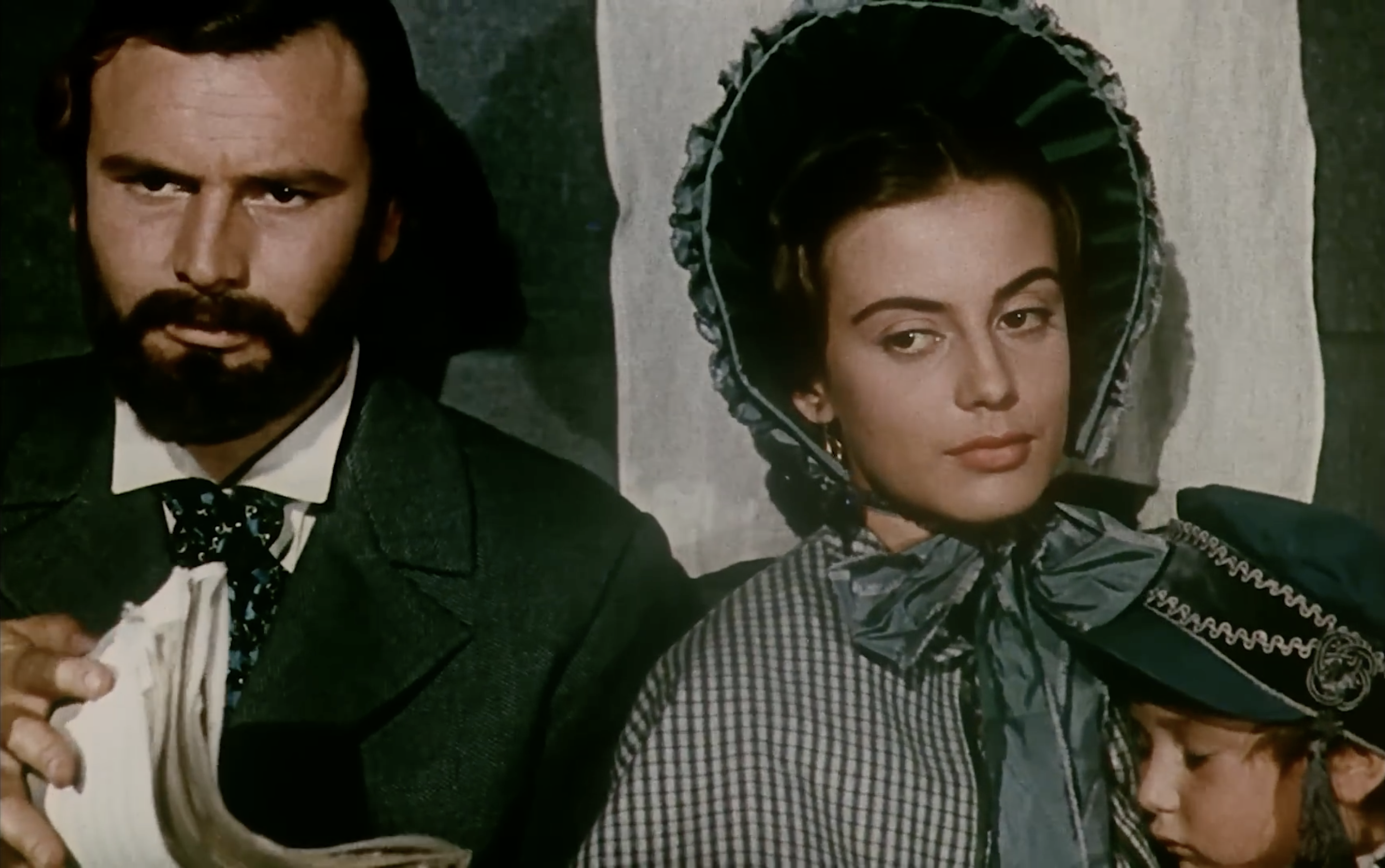
Pierre Cressoy și Anna Maria Ferrero într-o scenă din film

Giuseppe Verdi (titlul original: în italiană Giuseppe Verdi) este un film italian în culori din 1953, regizat de Raffaello Matarazzo.

## Rezumat
Ne aflăm în 1901, iar acum Giuseppe Verdi la o vârstă înaintată este aproape de moarte, își amintește crâmpeie din viață, revenind cu mintea în îndepărtatul 1838.
Giuseppe se mută la Milano, orașul renumit deoarece găzduiește mulți dintre cei mai renumiți compozitori ai Italiei și încearcă să treacă examenul de admitere la conservator pentru a-și câștiga existența pentru familie. Respins, Giuseppe nu a renunțat și la scurt timp după aceea, în 1839, s-a bucurat de un oarecare succes cu prima sa operă: Oberto, conte de San Bonifacio. 
Avansând în ani, Verdi trece o perioadă grea de criză, din cauza morții anerioare a fiicei Virginia Maria Luigia apoi a fiului Icilio Romano iar mai târziu și a iubitei sale soții Margherita Barezzi și cade în depresie. 
Verdi este singur și duce o existență care se limitează la sărăcie când o întâlnește pe Giuseppina Strepponi, o cântăreață celebră, care îi admiră talentul și care îi face rost de libretul lui Nabucco. Drama, odată pusă pe muzică de Verdi, a fost interpretată la Scala și a obținut un succes răsunător. Acum celebrul compozitor și-ar dori să se căsătorească cu Giuseppina, însă aceasta, o femeie cu un trecut neclar, este convinsă de fostul socru al lui Verdi să renunțe la căsătorie. Cei doi se reîntâlnesc după câțiva ani și formează o legătură de durată căsătorindu-se.
Faima compozitorului va crește și mai mult odată cu compoziția lui Nabucco în 1842, pentru ca apoi să ajungă la consacrarea definitivă datorită tripticului compus din operele Rigoletto (1851), Trubadurul (1853) și Traviata (1853) care va fi urmat de multe alte lucrări rămase în istorie precum Aida (1871) și Othello (1887).
Se stinge din viață mângâind portretul soției sale, aflat pe noptiera de alături.

## Distribuție
- Pierre Cressoy – Giuseppe Verdi
- Anna Maria Ferrero – Margherita Barezzi Verdi
- Gaby André – Giuseppina Strepponi
- Laura Gore – Berberina Strepponi
- Camillo Pilotto – Antonio Barezzi, tatăl Margheritei
- Sandro Ruffini – impresarul Varelli
- Emilio Cigoli – Gaetano Donizetti
- Loris Gizzi – Gioacchino Rossini
- Mario Del Monaco – Francesco Tamagno, tenorul
- Irene Genna – Violetta
- Tito Gobbi – Giorgio Ronconi

nemenționați
- Vito De Taranto – Falstaff, basul
- Augusto Di Giovanni – regizorul de scenă de la Scala
- Aldo Bufi Landi – Alexandre Dumas fiul
- Guido Celano – Victor Hugo
- Franca Dominici – soția lui Rossini
- Mario Ferrari – oficialul austriac
- Enrico Glori – directorul de teatru
- Turi Pandolfini – funcționarul de la bancă
- Oscar Andriani – intendentul de la Scala
- Enzo Biliotti – impresarul Martini
- Gianni Agus –
- Olga Vittoria Gentili – o prietenă al lui Rossini
- Liana Del Balzo –
- Lola Braccini –
- Anna Vivaldi –
- Teresa Franchini – vânzătoarea bătrână de castane
- Lucia Banti –

## Trivia
În 2016 filmul a fost prezentat în secțiunea Festa Mobile / Festa Vintage Festival al celui de-al 34-lea Festival de Film din Torino într-o versiune restaurată și colorată de Cineteca Nazionale (filmul original a fost realizat în alb-negru).

## Legături externe
- Materiale media legate de Giuseppe Verdi la Wikimedia Commons
- Giuseppe Verdi la Internet Movie Database
- ro  Ecouri la Bicentenarul Giuseppe Verdi